# Distichlicoccus arundinis
Distichlicoccus arundinis är en insektsart som beskrevs av Mckenzie 1967. Distichlicoccus arundinis ingår i släktet Distichlicoccus och familjen ullsköldlöss. Inga underarter finns listade i Catalogue of Life.